# Секвенційний простір
У топології секвенційним простором називається топологічний простір у якому властивість збіжності чи розбіжності послідовностей повністю визначає топологію. Поняття вперше формально ввів американський математик Стен Френклін у 1965 році.

## Секвенційно відкриті і секвенційно замкнуті множини

### Означення
Нехай X — топологічний простір. 
- Підмножина U простору X називається секвенційно відкритою якщо для кожної послідовності (xn) точок X, що збігається до точки з U існує N таке, що xn є точкою U для всіх n ≥ N.)
- Підмножина F простору X називається секвенційно замкнутою якщо для кожної послідовності (xn) точок F, що збігається до x, точка x теж належить F.

### Властивості
- Доповнення секвенційно відкритої множини є секвенційно замкнутою множиною і навпаки.

Нехай U є секвенційно відкритою, F= X\U є її доповненням і (xn)n∈ℕ є збіжною послідовністю точок із F. Якщо {\displaystyle x_{n}\,{\underset {n\to \infty }{\longrightarrow }}\,x\,\in U}, тоді {\displaystyle \exists \ N\in \mathbb {N} ,\ \left\lbrace x_{k},\ k\geq N\right\rbrace \subset U}. Це суперечить тому, що всі xn є елементами F. Тобто кожна така послідовність збігається до точки F і тому F є секвенційно замкнутою.
Навпаки, нехай F є секвенційно замкнутою і U= X\F її доповненням. Нехай також (xn)n∈ℕ є послідовністю у X для якої {\displaystyle \lim _{n\to \mathbb {N} }x_{n}=x\,\in U} і припустимо, що для будь-якого {\displaystyle N\in \mathbb {N} ,\ \left\lbrace x_{k},\ k\geq N\right\rbrace \not \subseteq U}, тобто {\displaystyle \forall \ N\in \mathbb {N} ,\ \exists \ k_{N}\geq N,\ x_{k_{N}}\in F=X\backslash U}. Розглянемо підпослідовність таких елементів {\displaystyle x_{k_{N}}} (їх очевидно має бути нескінченно багато). Ця підпослідовність є збіжною як підпослідовність збіжної послідовності, і всі її елементи належать F. Томі і границя має бути елементом F, що суперечить тому, що x∈U. Відповідно всі елементи послідовності xn, починаючи з деякого належать U і тому U є секвенційно відкритою множиною.
- Кожна відкрита підмножина у X є секвенційно відкритою і кожна замкнута підмножина є секвенційно замкнутою.

Нехай (xn)n∈ℕ є послідовністю у X, що збігається до точки x∈U. Оскільки U є відкритою множиною, то вона є околом точки x і, за означенням збіжності послідовностей, існує {\displaystyle N\in \mathbb {N} ,\ \left\lbrace x_{k},\ k\geq N\right\rbrace \subset U}. Це доводить твердження для відкритих множин. Твердження для замкнутих множин випливає із того, що доповнення замкнутої множини є відкритою множиною, а доповнення секвенційно замкнутої — секвенційно відкритою.
- Секвенційно відкриті множини утворюють топологію, яка є сильнішою від початкової і має однакові властивості щодо збіжності послідовностей.

Порожня множина і X є очевидно секвенційно відкритими множинами. Нехай(Ui)i∈I є сім'єю секвенційно відкритих підмножин, {\displaystyle U=\bigcup _{i\in I}U_{i}} і (xn)n∈ℕ — послідовність у X, що збігається до x∈U. Якщо x є елементом об'єднання, то {\displaystyle \exists \ i_{0}\in I,\ x\in U_{i_{0}}} і, згідно означення секвенційно відкритих множин, усі елементи послідовності xn, починаючи з деякого, належать Ui0. Якщо {\displaystyle V=\bigcap _{i=1}^{n}U_{i}} є скінченним перетином секвенційно відкритих підмножин, то послідовність, що збігається до елемента x∈V задовольняє умови {\displaystyle \ \forall \ i\in \mathbb {N} ,\ 1\leq i\leq n,\ \exists \ N_{i}\in \mathbb {N} ,\ \left\lbrace x_{k},\ k\geq N_{i}\right\rbrace \subset U_{i}}. Якщо взяти {\displaystyle N=\max _{1\leq i\leq n}N_{i}}, то {\displaystyle \left\lbrace x_{k},\ k\geq N\right\rbrace \subset V}.

## Означення секвенційних просторів
Секвенційним простором називається топологічний простір X, що задовольняє еквівалентні умови:
1. Кожна секвенційно відкрита підмножина простору X є відкритою множиною.
2. Кожна секвенційно замкнута підмножина простору X є замкнутою множиною.
3. Для кожної підмножини S ⊆ X, яка не є замкнутою, тобто {\displaystyle {\overline {S}}\backslash S\neq \emptyset }, існує послідовність {\displaystyle (x_{n})_{n\in \mathbb {N} }\in S^{\mathbb {N} }} елементів S, що збігається до елемента {\displaystyle {\overline {S}}\backslash S}.[1]

Тобто початкову топології можна відтворити на основі інформації про те які послідовності є збіжними.
Еквівалентність перших двох умов відразу випливає з того, що доповнення замкнутої множини є відкритою множиною, а доповнення секвенційно замкнутої — секвенційно відкритою.
({\displaystyle 2.\Leftrightarrow 3.}): Якщо S не є замкнутою, то S не є секвенційно замкнутою і тому існує послідовність елементів S, що збігається до точки, що не належить S. Оскільки ця точка є точкою дотику для S, то вона належить замиканню S.
Навпаки, припустимо, що виконується умова 3 і підмножина S:=F є секвенційно замкнутою але не замкнутою. Згідно умови 3 тоді існує послідовність у F, що збігається до точки у {\displaystyle {\overline {S}}\backslash S={\overline {F}}\backslash F}, тобто гранична точка не належить F. Це суперечить секвенційній замкнутості F.

Іншими еквівалентними умовами є:
- X є фактор-простором, топологічного простору, що задовольняє першу аксіому зліченності.
- X є фактор-простором метричного простору.
- Для кожного топологічного простору Y відображення f : X → Y є неперервним якщо і тільки якщо для кожної послідовності точок (xn) у X, що збігається до x, послідовність (f(xn)) збігається до f(x).

## Секвенційне замикання
Для підмножини {\displaystyle A\subseteq X} простору {\displaystyle X}, секвенційним замиканням {\displaystyle [A]_{\text{seq}}} називається множина
{\displaystyle [A]_{\text{seq}}=\{x\in X:\exists \{a_{n}\}\to x,a_{n}\in \}}
тобто множина всіх точок {\displaystyle x\in X} для яких існує послідовність у {\displaystyle A}, що збігається до {\displaystyle x}. Оператор
{\displaystyle [\;]_{\text{seq}}:A\mapsto [A]_{\text{seq}}}
називається оператором секвенційного замикання. 
Оператор секвенційного замикання має багато властивостей спільних із оператором замикання:
- {\displaystyle [\varnothing ]_{\text{seq}}=\varnothing .}
- {\displaystyle \subseteq [A]_{\text{seq}}\subseteq {\overline {A}}} і тому секвенційне замикання замкнутої множини є тією ж множиною.

{\displaystyle {\overline {A}}} позначає замикання множини {\displaystyle A}.
- {\displaystyle [A\cup B]_{\text{seq}}=[A]_{\text{seq}}\cup [B]_{\text{seq}}} для всіх {\displaystyle A,B\subseteq X}.

Проте, на відміну від звичайного замикання, оператор секвенційного замикання загалом не є ідемпотентним, тобто можливі випадки коли
{\displaystyle [A]_{\text{seq}}\subsetneq {\Big [}[A]_{\text{seq}}{\Big ]}_{\text{seq}},}
і також {\displaystyle [A]_{\text{seq}}\neq {\overline {A}}}, навіть коли {\displaystyle A} є підмножиною секвенційного простору {\displaystyle X}.
Ще одним варіантом є трансфінітне секвенційне замикання. Для його означення нехай спершу {\displaystyle A_{0}} є рівним {\displaystyle A} і для звичайного ординала {\displaystyle A_{\alpha +1}} є рівним {\displaystyle [A_{\alpha }]_{\text{seq}}.} Для граничного ординала {\displaystyle \alpha } за означенням {\displaystyle A_{\alpha }} є рівним {\displaystyle \bigcup _{\beta <\alpha }A_{\beta }}. Тоді існує найменший ординал {\displaystyle \alpha } для якого {\displaystyle A_{\alpha }=A_{\alpha +1}} і тоді {\displaystyle A_{\alpha }} називається трансфінітним секвенційним замиканням множини {\displaystyle A} (зокрема завжди {\displaystyle \alpha \leq \omega _{1}}, де {\displaystyle \omega _{1}} є першим незліченним ординалом). Трансфінітне секвенційне замикання є очевидно ідемпотентним.
Найменше {\displaystyle \alpha } для якого {\displaystyle A_{\alpha }={\overline {A}}} для всіх {\displaystyle A\subseteq X} називається секвенчійним порядком простору X. Секвенційний порядок є визначеним для всіх секвенційних просторів.

### Простір Фреше
Топологічний простір у якому секвенційне замикання будь-якої множини є рівним її замиканню називається простором Фреше. Тобто у цьому просторі
{\displaystyle [A]_{\text{seq}}={\overline {A}}\,}
для всіх {\displaystyle A\subseteq X}. 
Топологічний простір є простором Фреше, якщо і тільки якщо кожен його підпростір є секвенційним простором. 
Кожен топологічний простір, що задовольняє першу аксіому зліченності є простором Фреше. Дійсно, нехай точка {\displaystyle x\in {\bar {A}}} має зліченну базу околів {\displaystyle U_{i}.} Для кожного {\displaystyle i=1,2,\ldots } можна вибрати точку {\displaystyle x_{i}\in A\cap U_{1}\cap U_{2}\cap \ldots \cap U_{i}.} Тоді послідовність {\displaystyle \{x_{i}\}} збігається до {\displaystyle x.}
Очевидно, що кожен простір Фреше є секвенційним простором. Обернене твердження не є справедливим.
Топологічний простір {\displaystyle X} називається сильним простором Фреше якщо для кожної точки {\displaystyle x\in X} і кожної послідовності {\displaystyle A_{1},A_{2},\ldots } підмножин простору {\displaystyle X} для якої {\displaystyle x\in \bigcap _{n}{\overline {A_{n}}}} , існують точки {\displaystyle x_{1}\in A_{1},x_{2}\in A_{2},\ldots } такі, що {\displaystyle \{x_{n}\}\to x}.

## Приклади
- Кожен простір, що задовольняє першу аксіому зліченності є секвенційним. Як наслідок простори, що задовольняють другу аксіому зліченності, метричні простори і дискретні простори є секвенційними. Інші приклади можна отримати застосувавши категорні властивості секвенційних просторів. Наприклад кожен CW-комплекс є секвенційним, оскільки він є фактор-простором метричного простору.
- Фактор-простір дійсних чисел R одержаний ідентифікацією цілих чисел Z є секвенційним простором, що не задовольняє першу аксіому зліченності.

- Топологічний простір із козліченною топологією на незліченній множині не є секвенційним. Кожна збіжна послідовність у такому просторі є константою починаючи з якогось номера, тому кожна множина є секвенційно відкритою. Але козліченна топологія не є дискретною.

## Категорні властивості
Повна підкатегорія Seq усіх секвенційних просторів є замкнутою щодо таких операцій у категорії топологічних просторів Top:
- Фактор-простори
- Неперервні відкриті чи замкнуті образи
- Суми топологічних просторів
- Фінальні топології
- Відкриті і замкнуті підпростори

Натомість Seq не є замкнутою щодо таких операцій у Top:
- Неперервні образи
- Підпростори
- Скінченні добутки

Оскільки вони є замкнутими щодо сум і фактор-просторів, секвенційні простори утворюють корефлективну підкатегорію категорії топологічних просторів. Більш того вони є корефлективною оболонкою метризовних просторів (тобто найменшим класом топологічних просторів, що є замкнутим відносно сум і фактор-просторів і містить метризовні простори).
Підкатегорія Seq є декартово замкнутою щодо свого добутку (не добутку у Top). Її експоненційні об'єкти наділені топологією збіжних послідовностей. P.I. Booth і A. Tillotson довели, що Seq є найменшою декартово замкнутою підкатегорією категорії Top, що містить топологічні простори усіх метричних просторів, CW-комплексів, диференційовних многовидів і є замкнутою щодо кограниць, фактор-категорій і деяких додаткових рівностей введених Норманом Стінродом.